# IC 5062
IC 5062 је двојна звијезда у сазвјежђу Водолија која се налази на листи објеката дубоког неба у Индекс каталогу.
Деклинација објекта је - 8° 21' 32" а ректасцензија 20h 48m 10,3s.